# Trypetisoma digitatum
Trypetisoma digitatum är en tvåvingeart som beskrevs av Kim 1994. Trypetisoma digitatum ingår i släktet Trypetisoma och familjen lövflugor. Inga underarter finns listade i Catalogue of Life.